# Witbuikijsvogel
De witbuikijsvogel (Corythornis leucogaster; synoniem: Alcedo leucogaster) is een vogel uit de familie Alcedinidae (ijsvogels).

## Verspreiding en leefgebied
Deze soort komt voor in centraal en westelijk Afrika en telt drie ondersoorten:
- C. l. bowdleri: van Guinee tot Mali en Ghana.
- C. l. leucogaster: van Nigeria tot noordwestelijk Angola en Bioko.
- C. l. leopoldi: van oostelijk Congo tot zuidelijk Oeganda en noordwestelijk Zambia.

## Status
De grootte van de populatie is niet gekwantificeerd maar de soort wordt omschreven als wijdverspreid maar niet algemeen. Op de Rode lijst van de IUCN heeft deze soort de status niet bedreigd.